# Typhlops syntherus
Typhlops syntherus este o specie de șerpi din genul Typhlops, familia Typhlopidae, descrisă de Thomas 1965. A fost clasificată de IUCN ca specie cu risc scăzut. Conform Catalogue of Life specia Typhlops syntherus nu are subspecii cunoscute.